# The Game (àlbum)
The Game és el vuitè àlbum d'estudi del grup de rock Queen. Llançat el 30 de juny de 1980, va ser l'únic àlbum de Queen en arribar al número 1 als Estats Units, i va esdevenir el seu àlbum més venut als Estats Units, amb 4 milions de còpies venudes. L'àlbum va rebre molt bones crítiques. Algunes cançons notables d'aquest àlbum són "Another One Bites the Dust" i "Crazy Little Thing Called Love", les quals van arribar al número 1 als Estats Units. The Game va ser el primer àlbum de Queen en fer servir un sintetitzador (un Oberheim OB-X).
"Crazy Little Thing Called Love", "Sail Away Sweet Sister", "Coming Soon" i "Save Me" es van gravar entre el juny i el juliol de 1979, mentre que la resta de les cançons es van gravar entre el febrer i el maig de 1980.